# Inzell
Inzell is een gemeente en kuuroord in Duitsland. Inzell ligt op 700 meter hoogte en telt 4.836 inwoners. Inzell behoort tot de Landkreis Traunstein, in de deelstaat Beieren. Inzell is met name in de winter een bekende vakantieplaats en telt 6000 slaapplaatsen voor gasten. Het dorp telt 4535 ha, bij een lengte van noord naar zuid 5 km, van oost naar west 6 km, 51 kernen en gehuchten, uitgestrekte bos-, weide- en beschermd natuurgebied. Inzell is in Nederland vooral bekend vanwege de kunstijsbaan (Max Aicher Arena, voorheen Ludwig Schwabl Stadion). Met name voor de opmars van de overdekte ijsbanen werden vele grote kampioenschappen hier verreden. In Duitsland staat Inzell meer bekend als luchtkuuroord. Inzell telt op jaarbasis 110.000 gasten met in totaal 800.000 overnachtingen per jaar.

## Geschiedenis
Na de opening van het klooster St. Zeno bij Reichenhall gaf aartsbisschop Conrad von Salzburg op 20 september 1177 aan de abt Zeno en zijn kloosterbroeders het "land en het bos Inzella". Al in 1195, na de bouw van de St. Michaelkerk, werd Inzell door het afsplitsen van Vachendorf een zelfstandige parochie. In 1811 werd kasteel Inzell afgebroken. Inzell werd daarna in 1818 een zelfstandige politieke gemeente.

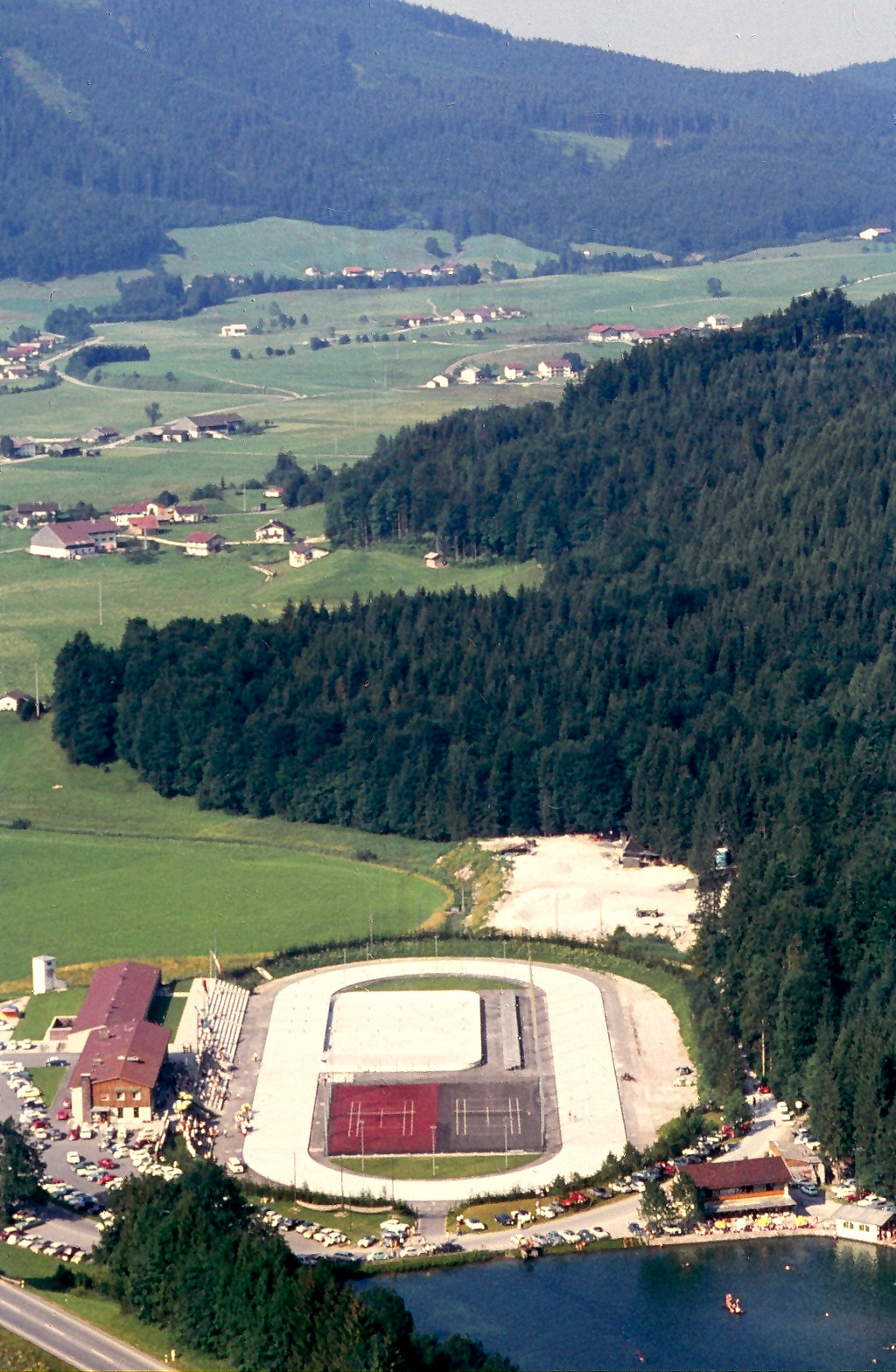
Het natuurijsstadion van Inzell, voorloper van het huidige ijsstadion

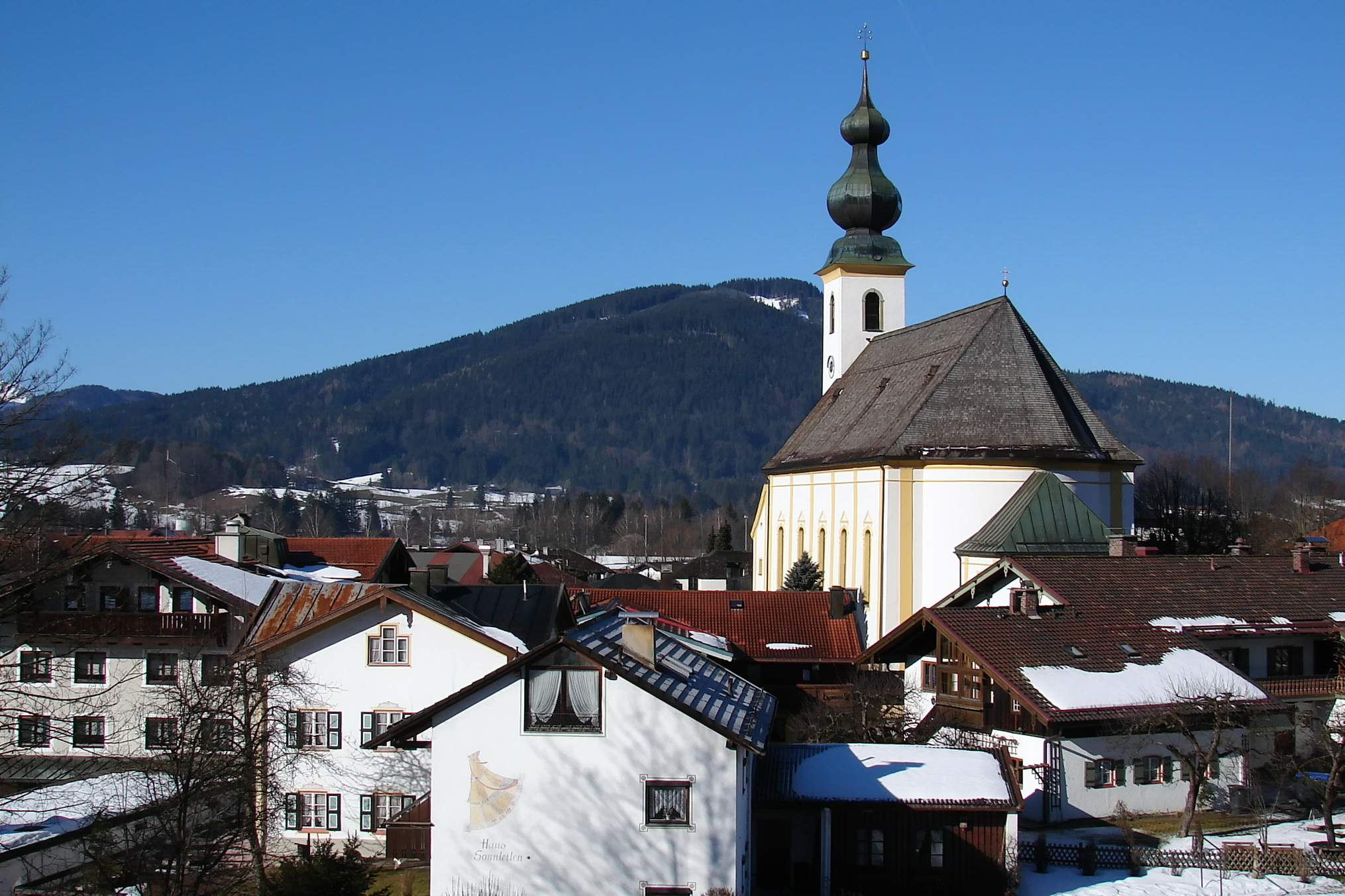
Een blik op het centrum van Inzell

## Schaatswedstrijden
In de winter van 1959/1960 werd op de Frillensee in Inzell een schaatsbaan geopend. Van 1963 tot 1965 werd het Ludwig Schwabl Stadion gebouwd.
In 1974 werd het wereldkampioenschap schaatsen in Inzell gewonnen door de Noor Sten Stensen. Beste Nederlander (tweede) was Harm Kuipers. In 1986 werd het wereldkampioenschap schaatsen in Inzell gewonnen door Hein Vergeer, voor Oleg Bogiev en Hilbert van der Duim. In 1996 werd het wereldkampioenschap schaatsen in Inzell gewonnen door Rintje Ritsma, voor Ids Postma en Keiji Shirahata.
In mei 2009 werd, na lang touwtrekken met de Duitse Schaatsbond (DESV), de regering van Beieren en de gemeente Inzell, besloten om de schaatsbaan te overdekken. Met de werkzaamheden werd in week 34 van 2009 een aanvang gemaakt. Voor Inzell was deze overdekking belangrijk om grote schaatswedstrijden te kunnen blijven huisvesten, zoals de WK Afstanden van 10 tot 13 maart 2011 en alle andere nationale en internationale wedstrijden. Nadat de overkapping klaar was, werd het Ludwig Schwabl Stadion omgedoopt tot de Max Aicher Arena.

## Geboren
- Anton Cajetan Adlgasser (1729–1777), componist en hoforganist in Salzburg
- Gabriele Hirschbichler (1983), schaatsster

Altenmarkt a.d.Alz ·
Bergen ·
Chieming ·
Engelsberg ·
Fridolfing ·
Grabenstätt ·
Grassau ·
Inzell ·
Kienberg ·
Kirchanschöring ·
Marquartstein ·
Nußdorf ·
Obing ·
Palling ·
Petting ·
Pittenhart ·
Reit im Winkl ·
Ruhpolding ·
Schleching ·
Schnaitsee ·
Seeon-Seebruck ·
Siegsdorf ·
Staudach-Egerndach ·
Surberg ·
Tacherting ·
Taching a.See ·
Tittmoning ·
Traunreut ·
Traunstein ·
Trostberg ·
Übersee ·
Unterwössen ·
Vachendorf ·
Waging a.See ·
Wonneberg